# Romi (歌手)
Romi（ろみ、1970年10月20日 - ）は、日本の歌手、作詞家、女優。東京都世田谷区出身。身長165cm、B83-W59-H85cm、血液型はO型。デビュー当時は成田路実（なりた ろみ）名義で活動していた。

## 略歴・人物
1990年に東レ水着キャンペーンガール『ミストリンティ』に選ばれ、芸能界にデビューする。フジテレビ深夜番組『オールナイトフジ』の司会に抜擢されたほか、女優としても映画『She's Rain』で準主役を演じた。1996年にRomiと改名し、歌手活動を主とした。
「路実」の名付け親でもある祖父は俳優の有島一郎。「路実」には「真実一路」の意が込められている。

## 作品

### シングル
成田路実
- HAPPY SMILING for MY GIRL FRIEND（1992年6月21日、ビクター）

Romi
- Silver Moonlight（1996年4月22日、アポロン）
- きっときっと間違いじゃない（1996年、バンダイ）
- なぜ（1997年、バンダイ）
- sweet（1997年、バンダイ） - OVA『企業戦士YAMAZAKI』主題歌
- 見つめていたい（1998年、ポリドール） - テレビ朝日系列『長野オリンピック』テーマソング

### アルバム
成田路実
- イリュージョン（1991年5月21日、ビクター）VICL-156

1. Prelude(黄昏)　　
作曲：溝口肇、編曲：溝口肇
2. South Of Eden
作詞：真名杏樹、作曲：安部恭弘、編曲：笹路正徳
3. Moonlight Illusion
作詞：安藤芳彦、作曲：立花瞳、編曲：鳥山雄司
4. 感じ方を教えて
作詞：真名杏樹、作曲：木戸やすひろ、編曲：志熊研三
5. 春よ恋
作詞：安藤芳彦、作曲：小林明子、編曲：笹路正徳
6. Seaside Park
作詞：公文健、作曲：小林明子、編曲：神林早人
7. 恋はゲームじゃない
作詞：安藤芳彦、作曲：小林明子、編曲：笹路正徳
8. 夏の嵐
作詞：藤原ようこ、作曲：南佳孝、編曲：志熊研三
9. ビーナスは眠らない
作詞：安藤芳彦、作曲：立花瞳、編曲：鳥山雄司
10. 黄昏に抱かれて
作詞：安藤芳彦、作曲：羽場仁志、編曲：溝口肇

Romi
- TRANSPARENCE（1996年5月21日、アポロン）APCA-160

1. Silver Moonlight
作詞：Romi・青柳美奈子、作曲・編曲：田辺恵二
2. my est
作詞：Romi・青柳美奈子、作曲：小西真理、編曲：重実徹
3. Mighty Life
作詞：Romi・松本理恵、作曲：林哲司、編曲：キハラ龍太郎
4. Secret Box
作詞：青柳美奈子、作曲：片桐和紀、編曲：重実徹
5. Lasting World
作詞：青柳美奈子、作曲：片桐和紀、編曲：重実徹
6. to-morrow
作詞：工藤順子、作曲・編曲：田辺恵二
7. Flash Back
作詞：松本理恵、作曲：林哲司、編曲：鈴木豪
8. Good morning early Saturday
作詞：松本理恵、作曲：林哲司、編曲：鈴木豪
9. たよりない風景
作詞：Romi、作曲：柿原朱美、編曲：鈴木豪
10. Parade
作詞：Romi・青柳美奈子、作曲・編曲：田辺恵二

- ripple（1997年4月21日、バンダイ）APCA-184

1. Birth
作詞：Romi、作曲：柿原朱美、編曲：葦澤伸太郎
2. なぜ
作詞：青柳美奈子、作曲：MAYUMI、編曲：葦澤伸太郎
3. keep in touch
作詞：Romi、作曲：松崎真人、編曲：鈴木豪
4. ESCAPE
作詞：青柳美奈子、作曲：佐木伸誘、編曲：鈴木豪
5. Encore
作詞：青柳美奈子、作曲：上田知華、編曲：葦澤伸太郎
6. cresc.
作詞：Romi・高野寛、作曲：高野寛、編曲：鈴木豪
7. ブライア ローズ
作詞：松本理恵、作曲・編曲：田辺恵二
8. Bless You
作詞：Romi・青柳美奈子、作曲：伊秩弘将、編曲：田辺恵二

- ROMI（1998年5月21日、バンダイ）APCA-219 - ベストアルバム

1. Silver Moonlight
作詞：Romi・青柳美奈子、作曲・編曲：田辺恵二
2. my est
作詞：Romi・青柳美奈子、作曲：小西真理、編曲：重実徹
3. きっと きっと間違いじゃない
作詞：青柳美奈子、作曲：伊秩弘将、編曲：田辺恵二
4. IT'S ALL RIGHT
作詞：Romi・松本理恵、作曲：佐木伸誘、編曲：キハラ龍太郎
5. なぜ
作詞：青柳美奈子、作曲：MAYUMI、編曲：葦澤伸太郎
6. Dreamer
作詞：松本理恵、作曲：佐木伸誘、編曲：鈴木豪
7. sweet
作詞：Romi、作曲：松本理恵、編曲：葦澤伸太郎
8. moon(exotic jungle amb.)
作詞：Romi、作曲・編曲：葦澤伸太郎
9. 少しずつ
作詞：Romi、作曲・編曲：葦澤伸太郎
10. ちゃんと
作詞：Romi、作曲・編曲：葦澤伸太郎
11. life party
作詞：Romi、作曲・編曲：鈴木豪

## 出演

### 映画
- ぼくと、ぼくらの夏（1990年、東映クラシックフィルム）
- おいしい結婚（1991年、東宝）
- She's Rain（1993年、東映アストロ）

### テレビドラマ
- 迎春ドラマスペシャル『別れは春のささやき』（1991年1月11日、フジテレビ）
- ルージュの伝言  Vol.21『SWEET DREAMS』（1991年8月21日、TBS） 主演

### CM
- 東レ 東レ水着キャンペーンガール（1990年）
- 三洋薬品 救急箱（1991年） - 間寛平と共演
- メナード 薬用ビューネ（1993年）

### バラエティ
- こだわりTV PRE★STAGE（テレビ朝日）
- オールナイトフジ（1990年-1991年、フジテレビ） - 司会
- ウィークエンドジョイ（1996年、NHK-BS2）

## 書籍

### 写真集
- アラメール・海へ…（1990年、近代映画社）ISBN 978-4-7648-1653-4
- 愛120%（1992年、ワニブックス）ISBN 978-4-8470-2237-1